# Anjanazana
Anjanazana is een plaats en commune in het oosten van Madagaskar, behorend tot het district Maroantsetra, dat gelegen is in de regio Analanjirofo. Tijdens een volkstelling in 2001 telde de plaats 11.976 inwoners.
De plaats biedt enkel lager onderwijs aan. 95 % van de bevolking werkt als landbouwer. De belangrijkste landbouwproducten zijn rijst en kruidnagelen; andere belangrijk product is vanille. Verder is 5% actief in de dienstensector.